# Battaglia di Mirbat
La battaglia di Mirbat ebbe luogo il 19 luglio 1972 durante la ribellione del Dhofar in Oman, sostenuta da guerriglieri comunisti del Sud Yemen. Il Regno Unito inviò elementi dello Special Air Service per assistere il governo dell'Oman e per addestrare soldati, contro il Fronte Popolare per la Liberazione del Golfo Persico Occupato (PFLOAG).

## La battaglia
Tutto iniziò alle 6 del mattino del 19 luglio 1972, appena fuori dal porto di Mirbat, quando uomini del PFLOAG (noti anche come Adoo) attaccarono la casa del British Army Training Team (B.A.T.T., Gruppo Addestramento dell'Esercito Britannico), che ospitava nove soldati dello Special Air Service, formati dal capitano Mike Kealy (ufficiale in comando), il sergente Talaiasi Labalaba, i caporali Roger Chapman (armato di mitragliatrice media L7), Reynolds e Austin "Fuzz" Hussey, il vice caporale Pete Wignall (mitragliere armato di Browning calibro .50) e i soldati Sekonaia "Tak" Takavesi, Tommy Tobin (infermiere) e Bob Bradshaw. La postazione inglese si trovava nei pressi della cittadina di Jebel Ali, da cui partivano una serie di piccole piste desertiche che conducevano al porto.
Una volta resosi conto di essere sotto attacco, l'ufficiale comandante, il capitano Kealy, ordinò ai suoi uomini di aprire il fuoco e cercò di contattare, tramite radio PRC-316, il quartier generale della SAS a Um al Quarif, per chiedere rinforzi. All'interno della guarnigione inglese erano anche presidiati 25 membri della Gendarmeria omanita, un piccolo contingente di 30 soldati beluci e un membro dell'Intelligence Corps.

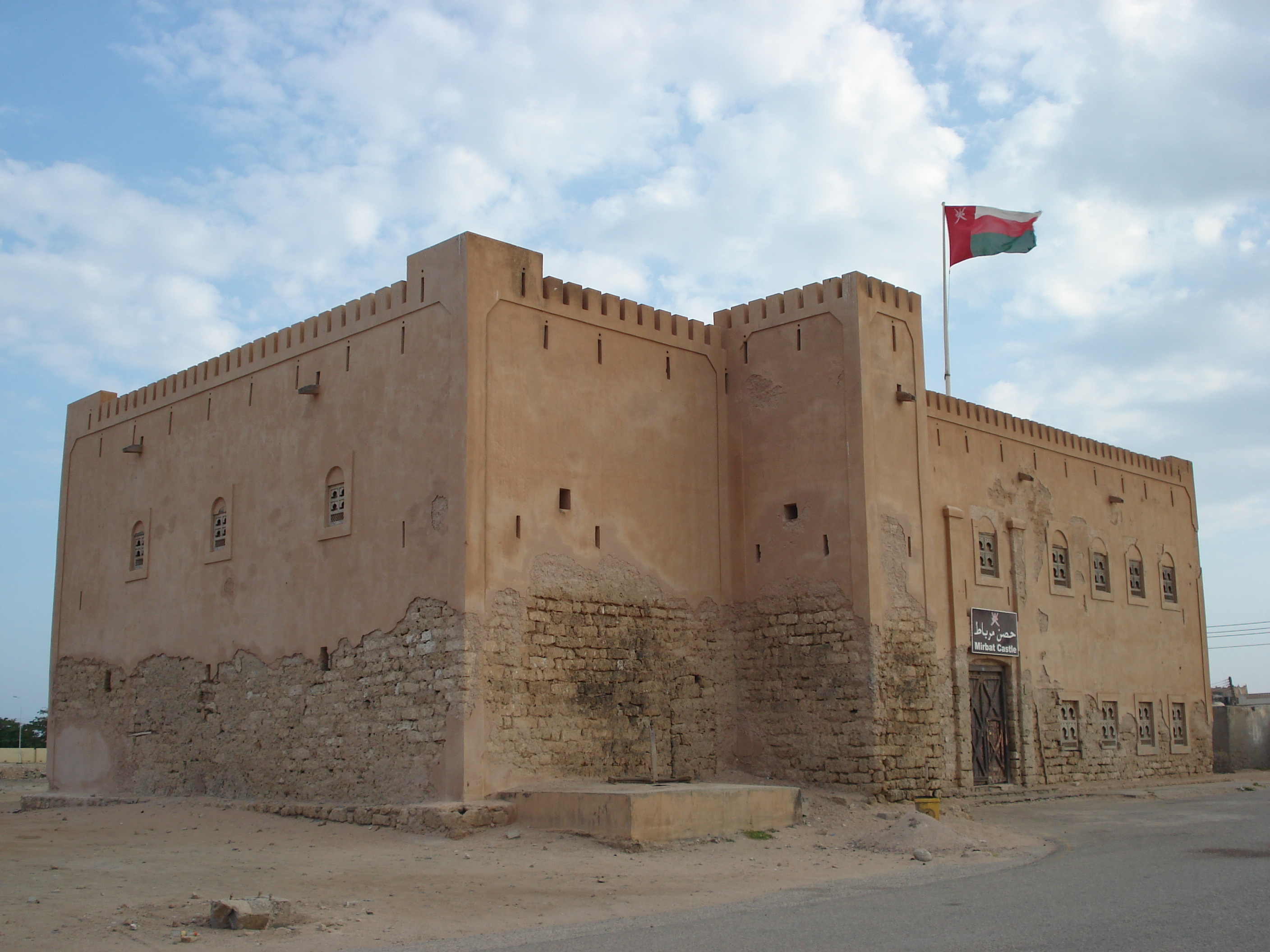
Il fortino di Mirbat

Il combattimento durò circa sei ore, durante la quale perse la vita il sergente Labalaba mentre maneggiava un cannone Ordnance QF da 25 libbre e venne ferito gravemente Tommy Tobin con una ferita al viso. A quel punto, giunsero sul luogo tre aerei da attacco BAC 167 Strikemaster dell'Aeronautica dell'Oman, che bombardarono le forze Adoo. A sud di Mirbat, una squadriglia di tre elicotteri Huey fece atterrare sulla spiaggia un gruppo di ventiquattro soldati SAS appartenenti allo Squadrone G sotto il comando del maggiore Alastair Morrison, che si diresse verso i loro commilitoni infliggendo ulteriori perdite ai combattenti. Contemporaneamente, una truppa di Firqa di ritorno da un pattugliamento sferrò, dalle retrovie, un attacco decisivo contro i ribelli, costringendoli infine alla ritirata alle 12:30 circa. Intorno a quell'ora, un altro elicottero atterrò sul sito per evacuare i feriti e ricevere loro delle cure mediche, ma Tobin morirà il 5 ottobre successivo in un ospedale di Midhurst, in Inghilterra, per la gravità delle ferita riportata.
Alla fine della battaglia sul campo rimasero 2 morti e 2 feriti da parte inglese e più di 80 caduti nelle file degli assalitori.

## Nella cultura di massa
- Il libro The Feather Man di Sir Ranulph Fiennes.[2]
- Il film del 2011 "Killer Elite", basato sul libro di Fiennes.
- La battaglia è menzionata nel libro "The Veteran" di Frederick Forsyth.
- La battaglia è citata in "Land of Fire" di Chris Ryan, ma è chiamata "La battaglia di Merbak".
- Anche Rowland White in "Storm Front" descrive quanto avvenuto a Mirbat.